# ألاستير رينولدز (لاعب كرة قدم)
ألاستير رينولدز (بالإنجليزية: Alastair Reynolds) هو لاعب كرة قدم ومدرب كرة قدم بريطاني، ولد في 2 سبتمبر 1996 في اسكتلندا في المملكة المتحدة. لعب مع Ayia Napa FC ‏.

## وصلات خارجية
- ألاستير رينولدز على موقع قاعدة بيانات كرة القدم.إي يو (الإنجليزية)
- ألاستير رينولدز على موقع Soccerway.com (الإنجليزية)
- ألاستير رينولدز على موقع AS.com (الإسبانية)